# Castello di San Salvatore
Il castello di San Salvatore è un antico complesso fortificato di Susegana, in provincia di Treviso.

## Storia
Il castello ha un'origine piuttosto tarda: nel 1245 la collina di San Salvatore fu ceduta dal comune di Treviso ai conti Collalto, che già vantavano diritti feudali sulla limitrofa contea omonima.

Il Castello in una veduta dell'Ottocento

La costruzione fu iniziata tra la fine del tredicesimo secolo, quattordicesimo secolo e l'inizio del quindicesimo secolo. Nel 1312, quando il castello era ormai concluso, i Collalto ottennero da Enrico VII la piena giurisdizione sulle contee di Collalto e San Salvatore: è l'inizio di un principato che, pur in seno al comune di Treviso prima e alla Serenissima poi, mantenne larghissima autonomia sino al 1797, con l'arrivo di Napoleone.
In posizione dominante, il castello poteva controllare gli abitati circostanti, le principali vie di comunicazione e i traffici sul Piave. Fu per questo coinvolto nelle lotte che nel tardo medioevo coinvolsero Treviso, Padova e Venezia. Ancora nel 1546 il Malipensa lo annoverava tra le opere che contribuivano alla difesa della Marca. Tuttavia, dopo la guerra della Lega di Cambrai il castello aveva perso le sue funzioni militari, evolvendosi quindi in dimora signorile e centro di potere.
In vicinanza del fronte del Piave, durante la Grande Guerra il complesso subì pesanti sconvolgimenti.

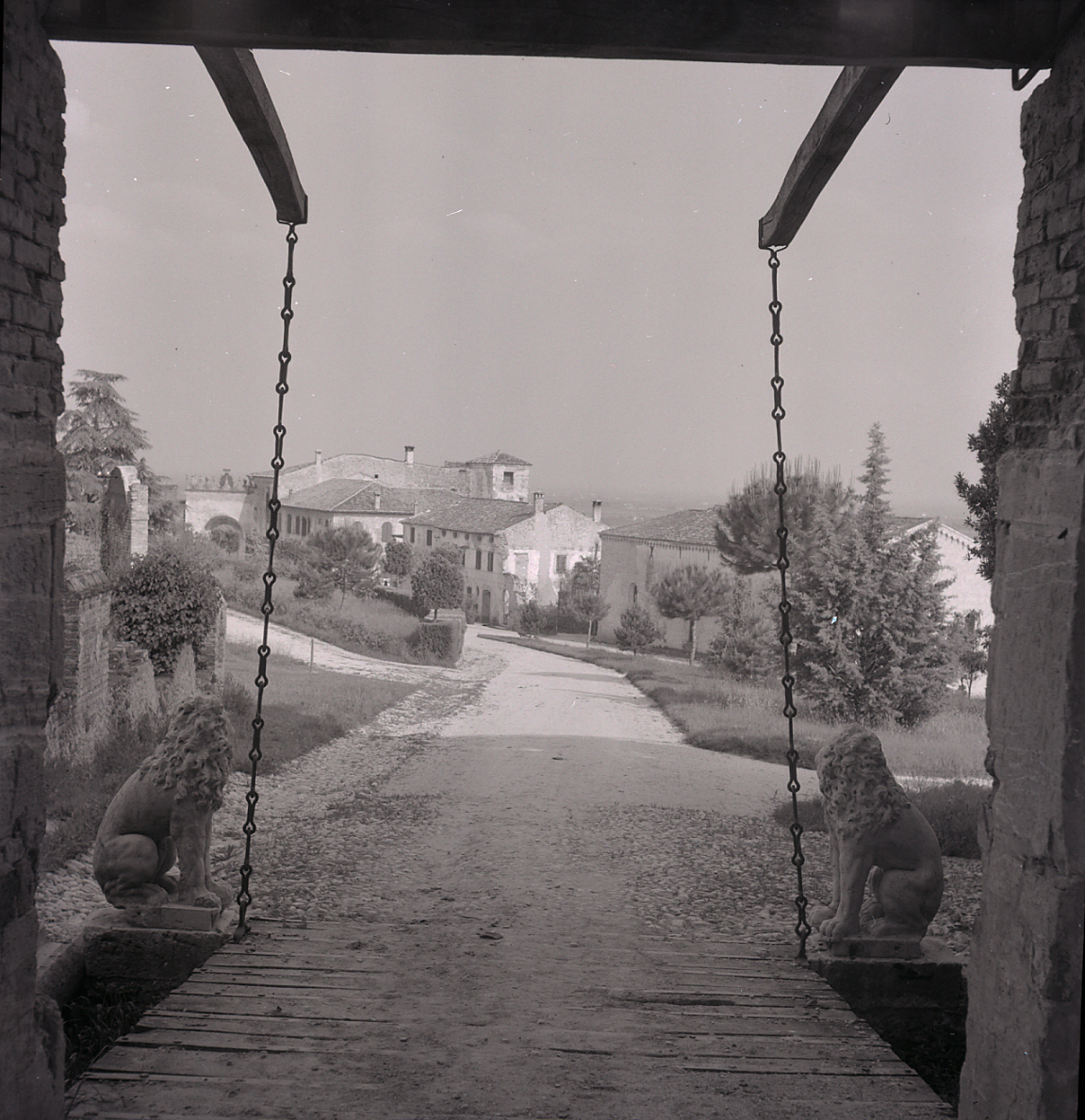
Vista del ponte levatoio. Foto di Paolo Monti.

Il castello ha subito notevoli interventi, anche distruttivi, sino all'Ottocento. Tuttavia risulta difficile ricostruirne la cronologia dal momento che, durante la prima guerra mondiale, il prezioso archivio dei Collalto è andato perduto in un incendio.
Si ritiene che i lavori più importanti siano stati effettuati nel Cinquecento, applicando al complesso il tipico aspetto dei palazzi urbani.
Come testimonia la documentazione fotografica, prima delle devastazioni belliche San Salvatore mostrava su di sé diversi stili, specie a livello della cinta muraria interna, che tuttavia raggiungevano una notevole sintesi anche grazie alle facciate, omogeneamente affrescate.
Una lettera del 1919 descrive la situazione post-bellica: il castello era quasi interamente crollato e particolarmente gravi erano i danni all'oratorio privato, in cui si trovavano affreschi di Tommaso da Modena e del Pordenone. Solo nel 1943 sono iniziati dei radicali lavori di restauro e ricostruzione, conclusi nel 1950-1951.

## Descrizione
Attualmente San Salvatore si articola nella cinta muraria merlata, nel blocco di palazzo Odoardo e nella torre grande assieme alla chiesa di Santa Croce, elementi raccordati ai ruderi di altri edifici.